# 豚テール

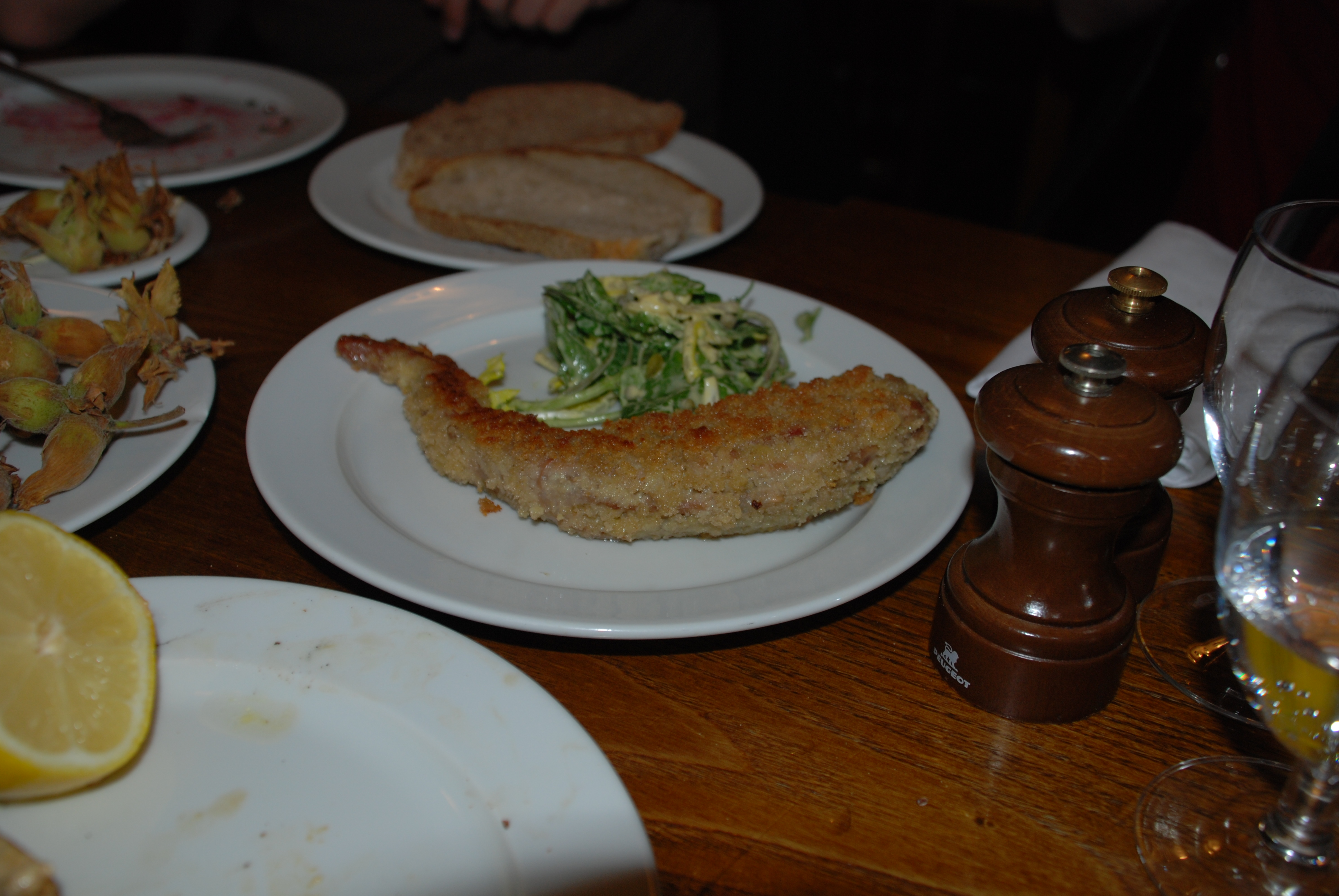
揚げた豚テール

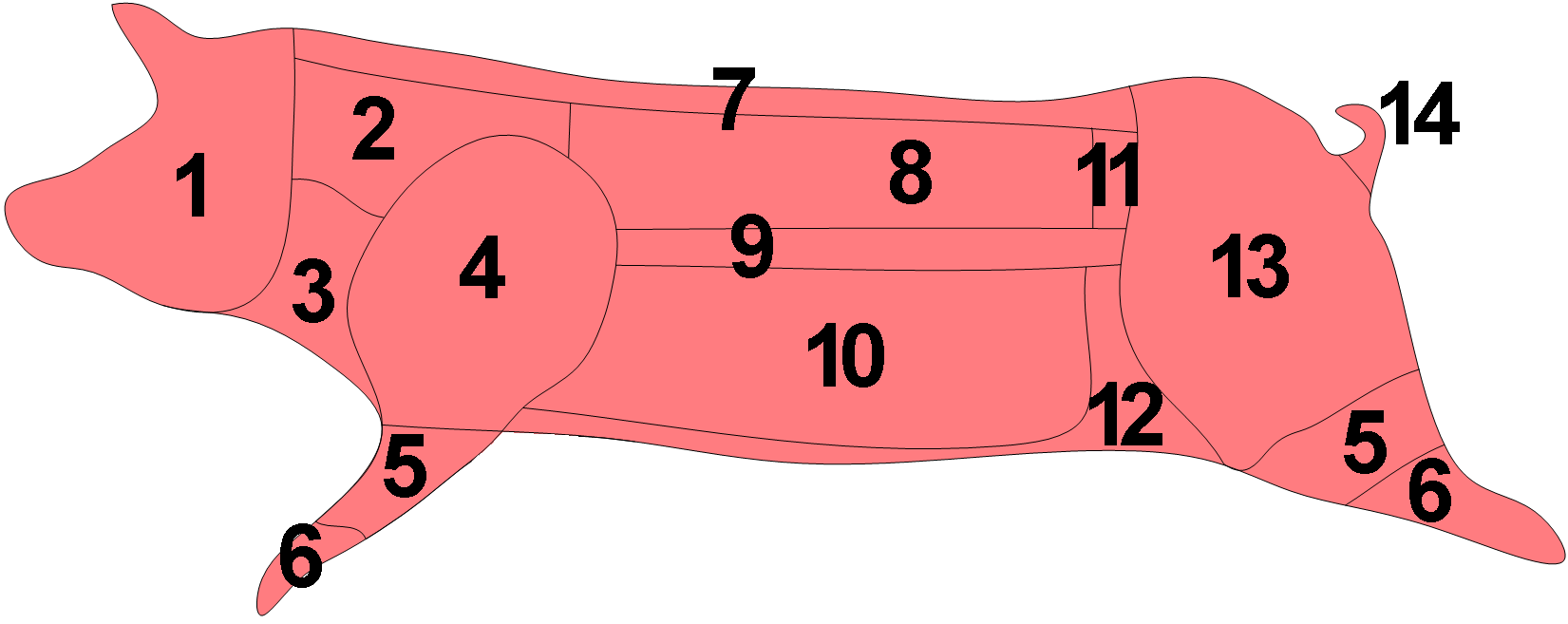
豚肉の部位。14番が豚テール。

豚テール（とんテール）、豚のしっぽ、または豚尾は、多くの料理において食材として使われるブタの尻尾である。豚テールは燻製にしたり、揚げたり、焼いたりして食される。
また、塩漬けにしたり、豚の頭部、舌、尻尾の煮凝りに使われる。アメリカ南部では、黒目豆、カラードグリーン、赤インゲン豆、カラルーを使った様々なレシピで使われる。
カリブ海では塩漬けの豚テールが使われる。プエルトリコでは、加工せずサンドイッチに挟んで食される（洗った後、電子レンジで30秒間ほど加熱し、チーズ、マスタードと共にチャバッタに挟む）。グアドループでは、シチューやスープの風味付けに使われる。
日本の沖縄では豚肉料理が盛んだが、ウチナーグチでは豚の尻尾を「ジュー」と呼ぶ。